# Sord Computer Corporation

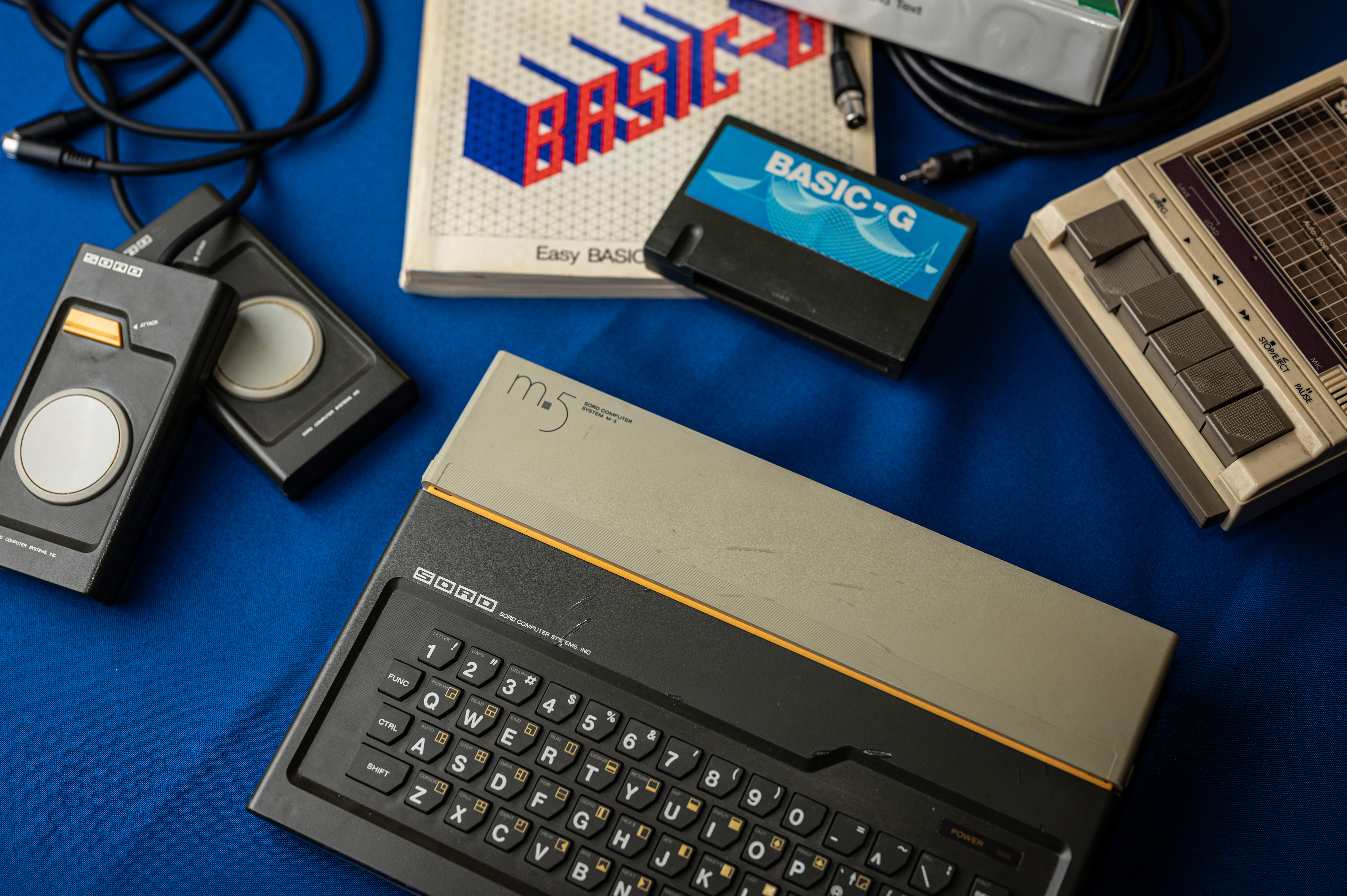
Sord M5 con accessorios

Sord Computer Corporation fue una empresa japonesa fabricante de productos electrónicos fundada en 1970 por el emprendedor Takayoshi Shiina.

## Historia
En la década de 1980, Sord se hizo conocida por sus microordenadores de 8 bits (especialmente el Sord M5). Posteriormente la empresa lanzó ordenadores más sofisticados, como el ordenador personal «transportable» Sord M23P (1983) y el notebook Sord IS-11 (1984).
A partir de 1985 Sord comenzó a operar en conjunto con Toshiba Corporation y, desde 1999 se convirtió en empresa subsidiaria plena de Toshiba, cambió su razón social a «Toshiba Personal Computer System Corporation» (abreviado como TOPS).

## Modelos fabricados
Sord fabricó los siguientes modelos:
- Sord M 170 (1978)
- Sord M-100ACE (1978)
- Sord M223 (1979)
- Sord M203 MARK II (1980)
- Sord M5 (1982)
- Sord M23P
- Sord M23 MARK III (1982)
- Sord M 68 / M 68 MX (1982)
- Sord M343
- Sord IS-11 (1983)
- Sord IS-11C (1985)